# Tanglewood

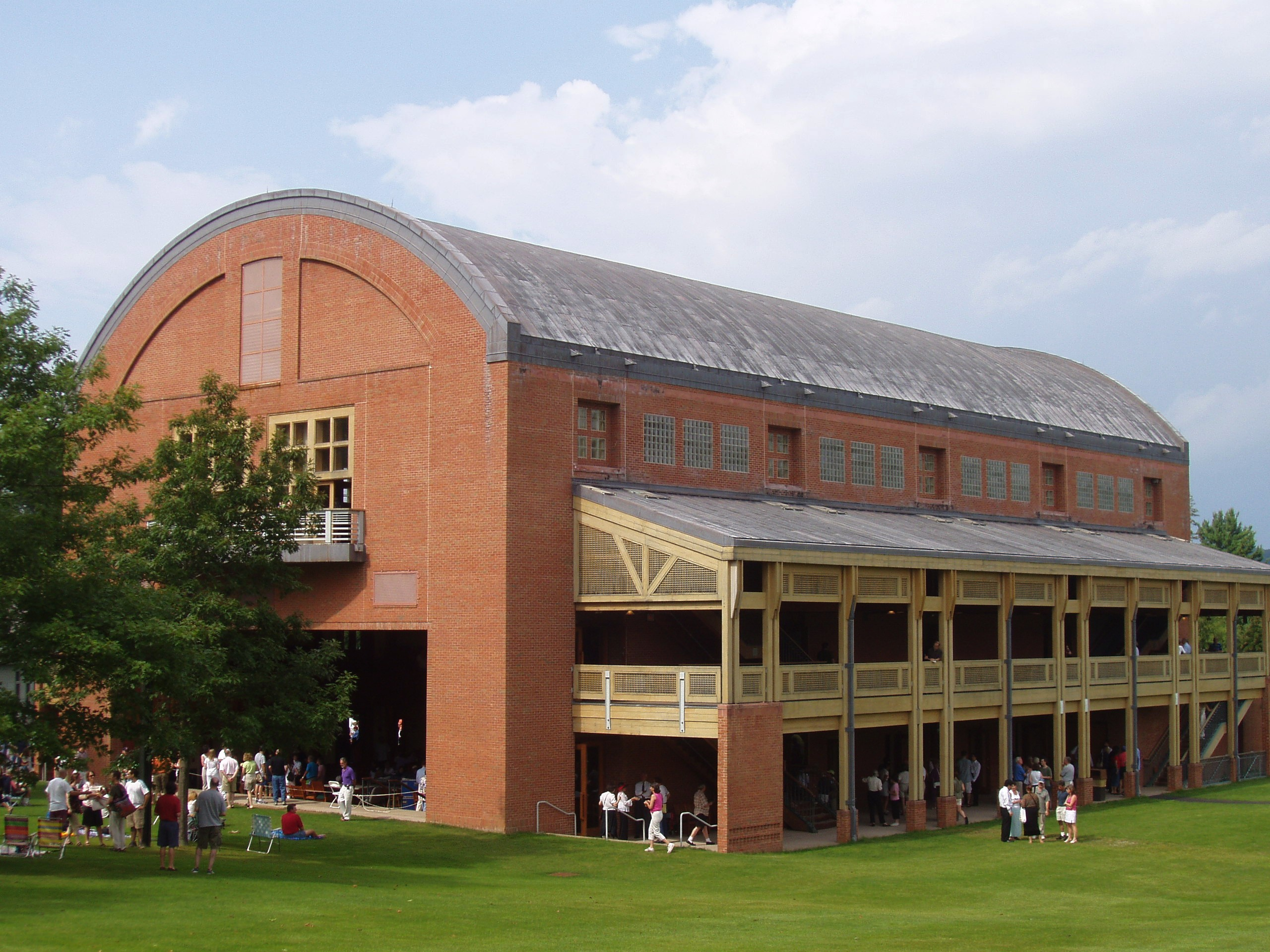
Seiji Ozawa Hall, Tanglewood

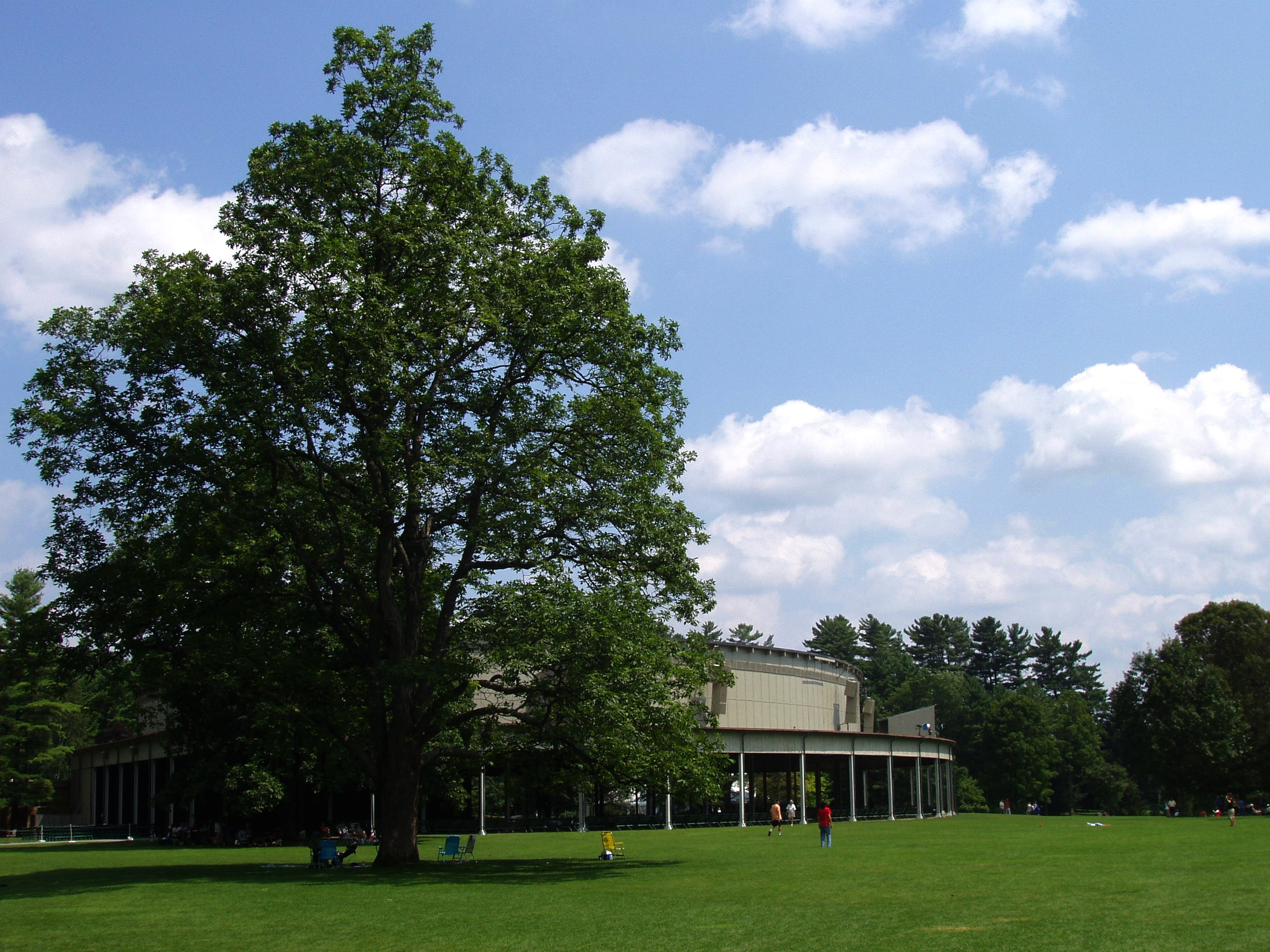
Musikhalle von Tanglewood

Tanglewood ist der Name einer musikalischen Proben- und Konzertstätte in Berkshire County im Westen des US-Bundesstaats Massachusetts. Das Sommerfestival in Tanglewood ist eines der bekanntesten Musikfestivals in den USA und bietet Konzerte aus den Bereichen Klassik, Jazz und Popularmusik. Zusätzlich gibt es Möglichkeiten zu musikalischer Fortbildung für High-School-Studenten durch das Boston University Tanglewood Institute (BUTI), sowie durch das Tanglewood Music Center für angehende Berufsmusiker.

## Lage
Tanglewood liegt zwischen den Orten Lenox und Stockbridge. Es gibt zwei Konzerthallen: Koussevitzky Music Shed (Fassungsvermögen ca. 5700 Personen) und Seiji Ozawa Hall (Fassungsvermögen 1200 Personen).

## Geschichte
Tanglewood erhielt seinen Namen vom amerikanischen Schriftsteller Nathaniel Hawthorne, der auf Anraten seines Verlegers im März 1850 ein kleines Haus namens Tanglewood Cottage in Lenox bezogen hatte.

## Festivals
- Seit dem Jahr 1937 ist Tanglewood das Sommerdomizil des damals von Sergei Alexandrowitsch Kussewizki geleiteten Boston Symphony Orchestra, nachdem dieses dort im Vorjahr ein erstes Open-Air-Konzert gegeben hatte.
- Höhepunkte der bisherigen Veranstaltungen waren die – teilweise verfilmten – Auftritte von The Who, Santana, Chicago, It’s a Beautiful Day und Jethro Tull im Sommer 1970.
- Von den 1990er Jahren bis 2011 gab es auch alljährlich am Labor-Day-Wochenende (dem Ende der Saison in Tanglewood) ein spezielles Jazzfestival (Tanglewood Jazz Festival), das im Jahr 2012 ausfiel, aber später wiederbelebt wurde. Dave Brubeck spielte hier häufig und es traten auch unter anderem Miles Davis, Wynton Marsalis, Natalie Cole, Diana Krall, Ray Charles, Nancy Wilson, Roy Hargrove, Roy Haynes, Freddie Hubbard, Jimmy Smith und Ahmad Jamal auf.